# Piet van Driel
Pieter (Piet) van Driel (Haarlem, 23 november 1907 – 7 december 1979) was een Nederlands politicus van de ARP.
Hij werd geboren als zoon van Arie van Driel (*1881; opzichter gemeentereiniging) en Elisabeth Jacoba van Loo. Zijn vader was later directeur van de Haarlemse gemeentereiniging en is ook wethouder te Haarlem geweest. Zelf is P. van Driel afgestudeerd in de rechten aan de Universiteit van Amsterdam waarna hij advocaat werd. In de jaren 30 was hij commies bij de 'Gemeentelijke dienst voor Maatschappelijk Hulpbetoon' in Haarlem en later was hij als referendaris werkzaam bij die gemeente. Na de oorlog werd hij hoofd van de afdeling sociale zaken van Nederlands Volksherstel. Vanaf januari 1947 was Van Driel de burgemeester van Huizen en kort na zijn zilveren ambtsjubileum ging hij daar vervroegd met pensioen. Eind 1979 overleed hij op 72-jarige leeftijd.